# Orlando Cepeda
Orlando Manuel Cepeda Penne (* 17. September 1937 in Ponce, Puerto Rico; † 28. Juni 2024 in Concord, Kalifornien) war ein puerto-ricanischer Baseballspieler in der Major League Baseball (MLB). Seine Spitznamen waren Cha Cha oder Baby Bull.

## Biografie
Orlando Cepedo wurde in Ponce, Puerto Rico geboren. Sein Vater Pedro Cepeda war ein berühmter Baseballspieler in der Karibik und wurde teilweise als auch Babe Ruth of the Caribbean bezeichnet. Cepedo bestritt sein Debüt als First Baseman in der National League bei den San Francisco Giants am 15. April 1958. Gleich in seinem ersten Spiel schlug er einen Home Run und half seinem Team, die Los Angeles Dodgers mit ihrem Pitcher Don Drysdale zu besiegen. Insgesamt kam er in seinem ersten Jahr auf 25 Home Runs und 38 Doubles. Sein Schlagdurchschnitt betrug 31,2 %. Cepeda wurde zum Rookie des Jahres in der National League gewählt.
1961 führte er die National League in Home Runs und RBI an. Ein Jahr später gewannen die Giants den Titel in der NL und spielten gegen die New York Yankees in der World Series, in der sie allerdings in fünf Spielen unterlagen. 1966 wurde er zu den St. Louis Cardinals transferiert.
Mit den Cardinals gewann Cepeda die Meisterschaft in der NL und den Titelgewinn in der World Series gegen die Boston Red Sox. Mit einem Schlagdurchschnitt von 32,5 % und 111 RBI wurde Cepeda zum MVP der National League gewählt, dies war die erste einstimmige Entscheidung seit der Wahl Carl Hubbels 1936.
Weitere Stationen seiner Karriere waren die Atlanta Braves, Oakland Athletics, Kansas City Royals und die Red Sox. In Boston war Cepeda der erste Designated Hitter des Teams. Cepeda bestritt sein letztes Spiel am 19. September 1974. Siebenmal war er in seiner Laufbahn in das All-Star-Spiel berufen worden. Sein Karriereschlagdurchschnitt lag bei 29,7 % mit 397 Home Runs und 1365 RBI in 17 Spielzeiten.
Nach seiner Karriere wurde er auf dem Flughafen von San Juan des Marihuanaschmuggels überführt und zu einer Haftstrafe verurteilt. Dies gilt als Grund, weshalb Cepeda erst 1999 durch das Veterans Committee in die Baseball Hall of Fame berufen wurde.